# Ататюрк (аеропорт)
Міжнародний аеропорт Ататюрк (тур. Atatürk Uluslararası Havalimanı, англ. Atatürk International Airport) (IATA: ISL, ICAO: LTBA) — міжнародний аеропорт Туреччини в Стамбулі. Розташований у європейській частині міста за 24 км на захід від площі Султанахмет.
Не працює з 6 квітня 2019 року. Тоді ж була проведена заміна коду IATA, новому Аеропорту Стамбул був присвоєний код IST (який раніше належав Міжнародному аеропорту Ататюрк), а Міжнародному аеропорту Ататюрк в свою чергу присвоїли код ISL.
З 5 лютого 2022 року аеропорт не приймає як пасажирські, так і вантажні сполучення і використовується тільки бізнес-джетами.

## Термінали
Має чотири термінали:
- Terminal 1 — внутрішній
- Terminal 2 — міжнародний
- Terminal 3 — вантажний
- General Aviation Terminal

Міжнародний термінал побудований у 2001, внутрішній термінал — у 1970-х рр. Міжнародний і внутрішній термінали з'єднані між собою підземним переходом, обладнаний траволатором.

Штампи паспортного контролю про перетин кордону Туреччини у Стамбулі та туристична віза, 2012

Поблизу аеропорту розташовані декілька готелів.
Відкритий у 2001 році, міжнародний термінал — це комфортний, ефективний і сучасний термінал. Будинками аеропорту управляє компанія TAV (Tepe-Akfen-Ventures) з січня 2000, яка інвестувала 600 млн US $ з 1998, в розвиток аеропорту. У 2005 році TAV виграла тендер на управління аеропортом протягом 15.5 років.
Безкоштовний мобільний зв'язок Wireless LAN доступний в залі міжнародного прибуття (після перетину митного контролю), і в залі міжнародного відбуття (після зони паспортного контролю). В аеропорту є готель, який пов'язаний з терміналом. Крім того, в 5-мильному радіусі від аеропорту представлені готелі світових готельних мереж — SAS Radisson, Ренесанс Марріотт, Холлідей Інтт Аеропорт, Чотири Сезони і Шератон.

## Громадський транспорт
Є кілька способів дістатися до Міжнародного Аеропорту Ататюрка з центру міста:
- По лінії легкого метро (М1): ця лінія діє між центральним районом Стамбула Аксарай і міжнародним аеропортом Ататюрк. Лінія проходить через деякі головні райони європейської частини міста; включаючи міжміський автобусний автовокзал.

Тривалість поїздки з Єнікапи — 30-35 хвилин. Орієнтовна вартість — 0,75 євро в один кінець.
- Прямий автобусний маршрут прямує з Taksim (щопівгодини з 4:00 до 01:00) [Архівовано 30 липня 2017 у Wayback Machine.] та Yenikapi (6 автобусів на день) [Архівовано 1 серпня 2017 у Wayback Machine.]. Це — найшвидший спосіб дістатися до аеропорту громадським транспортом. Орієнтовна вартість — 3 євро (12 турецькі ліри)

## Авіакомпанії та напрямки
З квітня 2019 року всі пасажирські перевезення перенесено до нового аеропорту Стамбула. Станом на лютий 2022 року всі вантажні операції також були перенесені в новий аеропорт. Наразі аеропорт обслуговує лише приватні та бізнес-лайнери, а також здійснює операції від імені уряду Туреччини.